# Axis and Allies

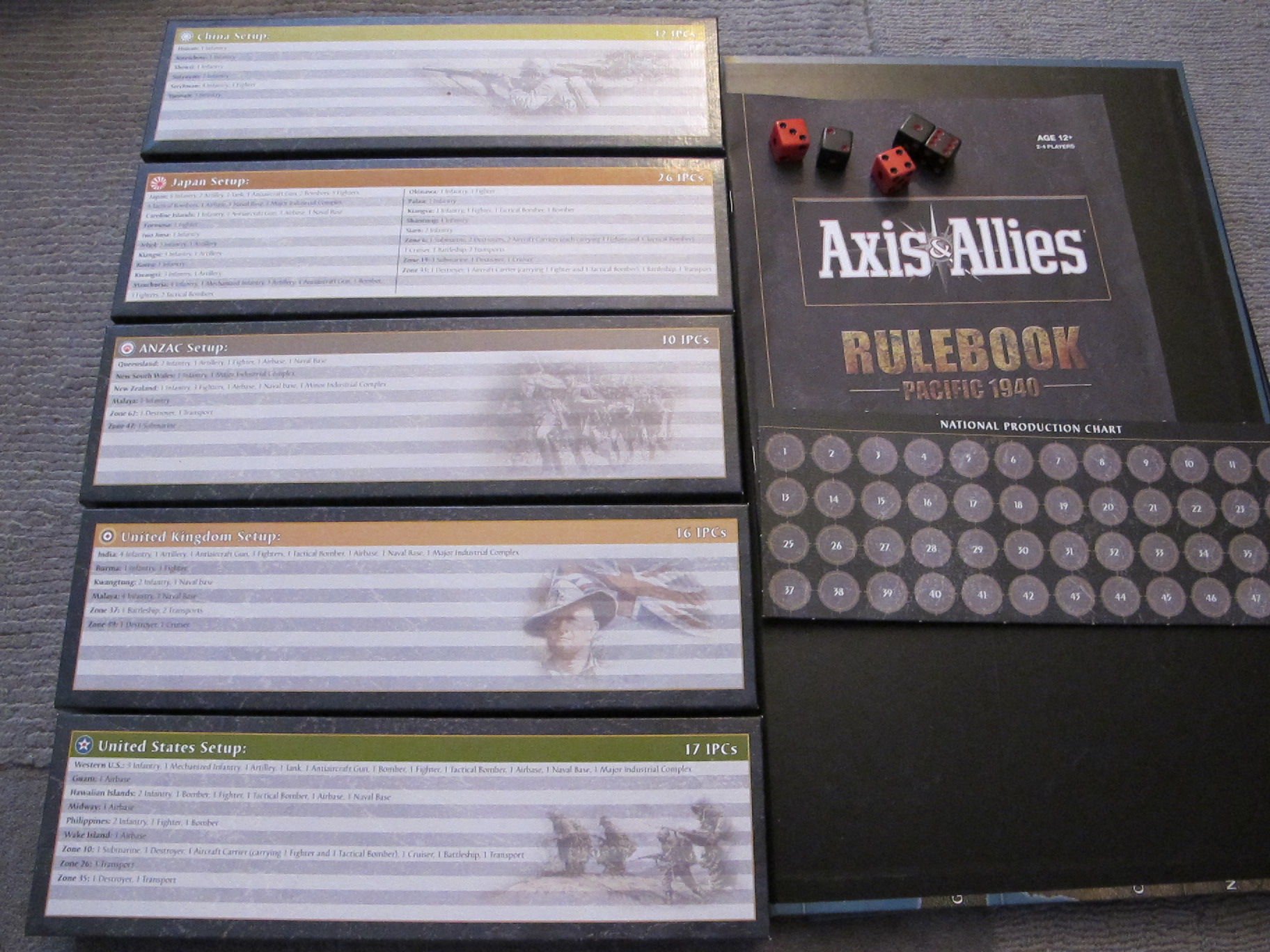
Cajas con todas las miniaturas de los cinco bandos del Axis and Allies Pacific 1940

Axis and Allies o Axis & Allies, es un juego de mesa, de guerra y de estrategia producido por Hasbro y Avalon Hill.
Este juego, basado en turnos, pertenece a la categoría de los juegos de guerra, al evocar la Segunda Guerra Mundial, pero no es estrictamente histórico, debido a su racionalización para facilitar el juego y su balance para que cualquier jugador tenga oportunidad de ganar. 
Los jugadores pueden elegir jugar entre los siguientes países: los Estados Unidos (piezas color verde), el Reino Unido (piezas color beige), Japón (piezas color anaranjado), la Unión Soviética (piezas color marrón o rojo) o la Alemania Nazi (piezas color gris o negro), en caso de ser dos jugadores, uno puede dirigir al Eje y otro a los países aliados. 
El juego se supone que comienza en la primavera de 1942, pero Japón tiene la facultad de atacar Hawái y Alemania está ocupando buena parte del territorio de la Unión Soviética con una ventaja militar inicial. Si el juego representara fielmente la realidad, los imperios del Eje estarían en su apogeo en 1942, antes del contraataque aliado. 
Existen tres modos de juego: Mundial, Europa y Asia-Pacífico. Las piezas de juego son las siguientes: Infantería, Artillería, Tanque, Cañón Antiaéreo (unidades de tierra), Aeroplano de Combate, Bombardero (unidades de aire), Submarino, Portatropas, Destructor, Crucero, Portaaviones, Acorazado (unidades de mar) y Complejo Industrial.
- Datos: Q792553
- Multimedia: Axis & Allies / Q792553